# 帝国電力400形電車
帝国電力400形電車（ていこくでんりょく400がたでんしゃ）は、帝国電力（後に函館市交通局、函館市電）が1940年（昭和15年）に導入した路面電車車両である。

## 概要
1934年（昭和9年）の函館大火で焼失した大型ボギー車50形の代替車として、帝国電力が1940年に京王電気軌道（現在、京王電鉄京王線）より木造高床車である23形を6両購入し、401 - 406としたものである。なお、合計44両を数えた京王23形は、函館のほか広島瓦斯電気や城東電気軌道（後の東京都電の一部分）、多摩湖鉄道（現、西武多摩湖線）、それに中国大陸の事業者にも譲渡された。

## 旧番号・製造
- 401：京王52号 1923年製 日本車輌製造東京支店
- 402：京王47号 1923年製 枝光鉄工所
- 403：京王59号 1925年製 雨宮製作所
- 404：京王53号 1924年製 日本車輌製造東京支店
- 405：京王54号 1922年製 枝光鉄工所
- 406：京王45号 1923年製 枝光鉄工所

## 主な改造点
京王電軌時代には集電装置がトロリーポールから菱形パンタグラフへの換装がされたが、函館入りに当たっては複式架線であったため集電装置のトロリーポールへの換装が行われたほか、昭和20年代に行われた単式架線化に伴いビューゲルへ換装された。
その他、細かいところでは救助網が廃止され排障器が取り付けられ、屋根上の明かり取り窓が埋められるなどの改造が施されたが、車体自体はほぼ京王電軌時代の姿を留めていた。

## 塗装
戦前の塗装に関しては資料が少ないが、戦後の塗装に関しては500形と同様の上半部マンチュアサンドライト（＝ベージュ）、下半部マジュルカブルー（＝ダークブルー）とされた。

## 運用
従来は収容力の劣る単車ばかりでの運行であったため、就役開始後、1948年（昭和23年）に500形が導入されるまで唯一のボギー車として重宝され、1950年（昭和25年）には6両とも車体再整備を受け運用された。

## 廃車
車体再整備は受けたものの、中古車かつ木造車体であったため耐用年数そのものが短く、600形や700形といった大型ボギー車が登場するにつれ次第に予備車となり、1961年（昭和36年）に全車廃車された。

## 保存
405号が1962年の廃車後、駒場車庫内で保存展示されていたが、風雨に晒されており老朽化が進んだため、1970年（昭和45年）11月9日に解体され、現存車はない。